# Quark
Quark (phát âm /ˈkwɔrk/ hay /ˈkwɑrk/) (tiếng Việt đọc là Quắc) là một loại hạt cơ bản sơ cấp và là một thành phần cơ bản của vật chất. Các quark kết hợp với nhau tạo nên các hạt tổ hợp còn gọi là các hadron, với những hạt ổn định nhất là proton và neutron – những hạt thành phần của hạt nhân nguyên tử. Do một hiệu ứng gọi là sự giam hãm màu, các quark không bao giờ được tìm thấy đứng riêng rẽ; chúng chỉ có thể tìm thấy bên trong các hadron. Với lý do này, rất nhiều điều về các quark được biết đến đã được dẫn ra từ các hadron chúng tổ hợp lên.
Có sáu loại quark, còn được biết đến là hướng: lên (u), xuống (d), duyên (c), lạ (s), đỉnh (t), và đáy (b). Các quark lên (u) và quark xuống (d) có khối lượng nhỏ nhất trong các quark. Các quark nặng hơn nhanh chóng biến đổi sang các quark u và d thông qua một quá trình phân rã hạt: sự biến đổi từ một trạng thái khối lượng cao hơn sang trạng thái khối lượng thấp hơn. Vì điều này, các quark u và d nói chung là ổn định và thường gặp nhất trong vũ trụ, trong khi các quark duyên (c), lạ (s), đỉnh (t), và đáy (b) chỉ có thể được tạo ra trong va chạm năng lượng cao (như trong các tia vũ trụ và trong các máy gia tốc hạt).
Các quark có rất nhiều tính chất nội tại, bao gồm điện tích, màu tích, spin, và khối lượng. Các quark là những hạt cơ bản duy nhất trong mô hình chuẩn của vật lý hạt đều tham gia vào bốn tương tác cơ bản (điện từ, hấp dẫn, mạnh, và yếu), cũng như là các hạt cơ bản có điện tích không phải là một số nguyên lần của điện tích nguyên tố. Đối với mỗi vị quark có tương ứng với một loại phản hạt, gọi là phản quark, mà chỉ khác với các quark ở một số tính chất có độ lớn bằng nhau nhưng ngược dấu.
Mô hình quark đã được các nhà vật lý Murray Gell-Mann và George Zweig đề xuất độc lập nhau năm 1964. Các quark được đưa ra như là một phần trong biểu đồ sắp xếp cho các hadron, và có rất ít chứng cứ về sự tồn tại của chúng cho đến tận năm 1968. Cả sáu quark đều đã được quan sát trong các máy gia tốc thực nghiệm; quark cuối cùng được khám phá là quark đỉnh (t) được quan sát tại Fermilab năm 1995.

## Phân loại
Mô hình chuẩn là một mô hình lý thuyết miêu tả mọi hạt cơ bản được biết đến hiện nay, cũng như về hạt chưa quan sát được,  boson Higgs. Mô hình này gồm sáu hương quark, tên gọi là (q), quark lên (u), quark xuống (d), quark duyên (c), quark lạ (s), quark đỉnh (t), và quark đáy (b). Phản hạt của quark được gọi là phản quark, và được ký hiệu bởi dấu gạch ngang bên trên cho mỗi quark tương ứng, như u cho phản quark trên (u). Nói chung đối với phản vật chất, các phản quark có cùng khối lượng, thời gian sống trung bình, spin tương ứng với quark của nó, nhưng có điện tích và các tích khác có dấu ngược lại.

Sáu hạt trong Mô hình chuẩn là các quark (màu tím). Ba cột đầu tiên tạo thành các thế hệ của vật chất. Cột thứ tư là các hạt trường.

Các quark là những hạt có spin-1⁄2, hàm ý rằng chúng là các hạt fermion tuân theo định luật thống kê spin. Chúng cũng tuân theo nguyên lý loại trừ Pauli, nói rằng không có 2 fermion nào có thể đồng thời chiếm cùng một trạng thái lượng tử. Điều này ngược hẳn với các hạt boson (các hạt với spin nguyên), bất kì số lượng hạt nào cũng có thể chiếm cùng một trạng thái. Không giống như các lepton, các quark có một đặc tính là màu tích, làm cho chúng tham gia vào tương tác mạnh. Kết quả của lực hút giữa các quark khác nhau hình thành lên các hạt tổ hợp gọi là các hadron (xem "Tương tác mạnh và màu tích bên dưới).
Các quark xác định lên các số lượng tử của các hadron được gọi là các quark hóa trị; ngoài điều này, bất kì một hadron có thể chứa một số vô hạn các hạt ảo (hay biển) quark, phản quark, và các gluon không ảnh hưởng đến số lượng tử của các hadron. Có hai họ hadron: baryon, với ba quark hóa trị; và meson, với một quark và một phản quark hóa trị.. Những baryon hay gặp nhất là proton và neutron, các viên gạch của hạt nhân nguyên tử. Có rất nhiều hadron đã được biết đến (xem danh sách các baryon và danh sách các meson), hầu hết chúng khác nhau là do thành phần các quark và các tính chất của quark trong các hạt này. Sự tồn tại của các hadron "ngoại lai" với nhiều hơn các quark hóa trị, như các tetraquark (qqqq) và các pentaquark (qqqqq), đã được phỏng đoán nhưng vẫn chưa được chứng minh.
Các fermion cơ bản được nhóm lại thành ba thế hệ, mỗi thế hệ bao gồm hai lepton và hai quark. Thế hệ đầu tiên bao gồm quark lên u và quark xuống d, thế hệ thứ hai gồm quark lạ s và quark duyên c, và thế hệ thứ ba gồm quark đỉnh t và quark đáy b. Tất cả những tìm kiếm cho thế hệ thứ tư gồm các quark và những fermion cơ bản khác đều đã thất bại, và có một chứng cứ gián tiếp mạnh cho thấy không thể tồn tại nhiều hơn ba thế hệ. Các hạt trong thế hệ cao hơn thường có khối lượng lớn hơn và ít ổn định hơn, làm cho chúng phân rã thành các hạt ở thế hệ thấp hơn do tác động của các tương tác yếu. Chỉ có thế hệ thứ nhất (các quark u và d) là thường gặp trong tự nhiên. Các quark nặng hơn chỉ có thể được tạo ra trong các va chạm năng lượng cao (như trong quá trình va chạm của các tia vũ trụ), và phân rã rất nhanh; tuy nhiên, chúng được nghĩ là đã có mặt trong một thời gian rất ngắn sau Big Bang, khi vũ trụ trong trạng thái rất nóng và đậm đặc (kỉ nguyên quark). Những nghiên cứu về những quark nặng hơn được thực hiện trong các điều kiện nhân tạo, như trong các máy gia tốc hạt.
Có điện tích, khối lượng, màu tích, và hương, các quark là các hạt cơ bản duy nhất được biết đến có tham gia vào cả bốn tương tác cơ bản của vật lý học hiện nay: tương tác điện từ, tương tác hấp dẫn, tương tác mạnh và tương tác yếu. Tuy nhiên, tương tác hấp dẫn là quá nhỏ trong thang đo hạt hạ nguyên tử, và nó không được miêu tả trong Mô hình chuẩn.
Xem bảng các tính chất bên dưới để có tổng quan hoàn thiện về tính chất của sáu vị quark.

## Lịch sử

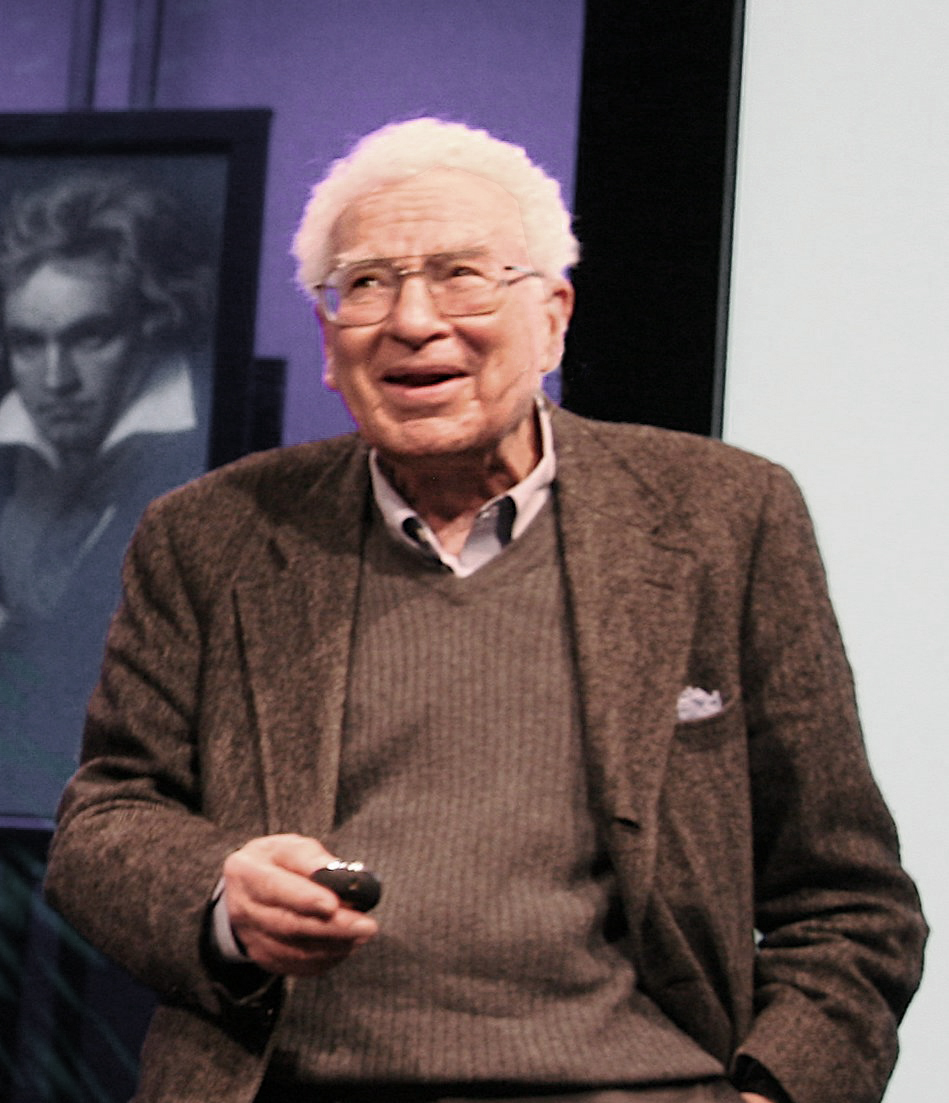
Murray Gell-Mann, một trong những người đề xuất mô hình quark năm 1964

Mô hình quark đã được hai nhà vật lý Murray Gell-Mann
và George Zweig đề xuất một cách độc lập vào năm 1964. Đề xuất được đưa ra ngay sau khi Gell-Mann đưa ra công thức của hệ thống phân loại hạt còn gọi là Bát Chính Đạo năm 1961—hay, theo thuật ngữ vật lý, đối xứng vị SU(3). Nhà vật lý người Israel Yuval Ne'eman đã độc lập phát triển một biểu đồ tương tự với Bát Chính Đạo trong cùng năm này.
Tại thời điểm ban đầu của lý thuyết quark, khái niệm "vườn hạt" đã được đưa ra, để bao gồm các hạt khác, kể cả các hadron. Gell-Mann và Zweig khẳng định rằng chúng không phải là các hạt cơ bản, thay vào đó là tổ hợp thành phần của các quark và các phản quark. Mô hình của họ bao gồm ba vị của quark – lên u, xuống d, và lạ s –và họ quy cho chúng các tính chất như spin và điện tích. Phản ứng ban đầu của cộng đồng vật lý đối với giả thiết này là lẫn lộn. Đã có sự tranh cãi đặc biệt về liệu các quark là một thực thể vật lý hay chỉ là một sự trừu tượng để dùng giải thích các khái niệm mà không được hiểu một cách thông thường tại thời điểm đó.
Chỉ trong ít năm sau, sự mở rộng mô hình Gell-Mann – Zweig đã được đề xuất. Sheldon Lee Glashow và James Bjorken đã tiên đoán sự tồn tại của vị quark thứ tư, mà họ gọi là duyên. Đề xuất này được thêm vào bởi vì nó cho phép một cách miêu tả tốt hơn tương tác yếu (cơ chế cho phép các quark bị phân rã), làm cân bằng số các quark đã biết với số các lepton đã biết, và hàm ý một công thức khối lượng làm sửa lại một cách chính xác khối lượng của các meson trước đó.
Năm 1968, các thí nghiệm tán xạ phi đàn hồi sâu tại Trung tâm Máy gia tốc tuyến tính Stanford (SLAC) cho thấy proton chứa các thành phần nhỏ hơn, các hạt giống như điểm và chứng tỏ proton không phải là một hạt cơ bản. Các nhà vật lý đã không sẵn sàng đồng nhất các hạt này với các quark tại thời điểm đó, thay vào đó họ gọi chúng là "các parton" – một thuật ngữ do Richard Feynman đưa ra. Các hạt được quan sát tại SLAC sau đó được đồng nhất với các quark lên u và quark xuống d, và nhiều quark (hương) sau đó đã được khám phá ra. Tuy thế, "parton" vẫn còn được sử dụng là một thuật ngữ chung cho các thành phần của các hadron (quark, phản quark, và gluon).
Sự tồn tại của quark lạ s đã được xác nhận một cách gián tiếp trong thí nghiệm tán xạ ở SLAC: không chỉ là một thành phần cần thiết trong mô hình 3 quark của Gell-Mann và Zweig, nó cũng cung cấp một cách giải thích cho các hadron kaon (K) và pion (π) đã được khám phá ra trong các tia vũ trụ năm 1947.
Trong một bài báo năm 1970, Glashow, John Iliopoulos và Luciano Maiani trình bày một lý do sâu hơn cho sự tồn tại của hạt quark duyên chưa được khám phá. Số các hương quark được đề xuất tăng lên đến 6 vào năm 1973, khi Makoto Kobayashi và Toshihide Maskawa chú ý rằng các quan sát thực nghiệm trong vi phạm CP có thể được giải thích nếu tồn tại một cặp quark khác.
Các quark duyên đã được tạo ra hầu như đồng thời bởi hai nhóm nhà khoa học vào tháng 11 năm 1974 (xem Cuộc Cách mạng tháng Mười một)—một tại SLAC dưới sự lãnh đạo của Burton Richter, và một tại Phòng thí nghiệm Quốc gia Brookhaven dưới sự lãnh đạo của Samuel Ting. Quark duyên đã được quan sát khi nó liên kết với phản quark duyên trong các meson. Hai nhóm nhà khoa học đã đặt tên cho meson được khám phá ra với hai ký hiệu khác nhau, J và ψ; do đó nó thường được biết đến với tên gọi meson J/ψ. Sự khám phá cuối cùng đã thuyết phục được cộng đồng các nhà vật lý rằng mô hình quark là đúng đắn.
Trong những năm sau, đã xuất hiện một số các đề nghị cho sự mở rộng mô hình quark lên tới 6 quark. Một trong số này, Haim Harari đăng bài báo năm 1975 trong đó lần đầu tiên ông đề cập đến thuật ngữ quark đỉnh và quark đáy.
Năm 1977, quark đáy được quan sát bởi một đội các nhà khoa học tại Fermilab đứng đầu bởi Leon Lederman. Đây là một dấu hiệu mạnh cho sự tồn tại của quark đỉnh: nếu không có quark đỉnh, quark đáy sẽ không có đối tác của nó. Tuy vậy, cho đến tận năm 1995 thì quark đỉnh mới được quan sát, cũng bởi Máy dò Va chạm tại Fermilab (CDF) và DØ bởi các nhà khoa học tại Fermilab. Quark đỉnh có khối lượng lớn hơn so với giá trị suy đoán trước đó—nặng tương đương, thậm chí hơn cả nguyên tử vàng.

### Tương tác yếu

Biểu đồ Feynman của phân rã beta với dòng thời gian hướng lên trên. Ma trận CKM (giải thích bên dưới) giải mã xác suất của phân rã này và của những phân rã quark.

Độ mạnh của tương tác yếu giữa sáu quark với nhau. "Cường độ" của những đường này được xác định bởi các yếu tố của ma trận CKM.

### Tương tác mạnh và màu tích

Mọi hadron đều có tổng tích màu bằng 0.

### Các pha khác của vật chất quark

Hình vẽ cho thấy biểu đồ pha của vật chất quark. Tìm hiểu chi tiết chính xác của biểu đồ này là một hướng nghiên cứu hiện nay.